# Mikey Nicholls
Michael Nicholls (nacido el 20 de agosto de 1985) es un luchador profesional australiano actualmente contratado por New Japan Pro-Wrestling, conocido por el nombre de Mikey Nicholls. Es conocido por su trabajo en la promoción Pro Wrestling Noah , donde, como parte de The Mighty Don't Kneel con su socio Shane Haste, es un ex dos veces campeón del equipo de etiqueta de GHC. Otras promociones por las que ha luchado incluyen la WWE en su promoción WWE NXT como Nick Miller, Pro Wrestling Guerrilla y Ring of Honor en los Estados Unidos.

## Carrera

### Carrera temprana (2001–2011)
Nicholls comenzó a entrenar en Perth en Dynamite Factory, la escuela de lucha libre de Explosive Pro Wrestling . Se mudó a California y comenzó a trabajar para promociones en los Estados Unidos, como Pro Wrestling Guerrilla , NWA Pro , y World League Wrestling .
Nicholls se ha entrenado en el LA Dojo de New Japan Pro-Wrestling , con sede en Los Ángeles. Luchó por NJPW en Tokio en 2006. También en 2006, Nicholls desafió sin éxito por el Campeonato de peso pesado de la Commonwealth británica de la NWA . 
En junio de 2007, después de que NWA se separó de TNA, Nicholls participó en el torneo Reclaiming the Glory para coronar a un nuevo campeón de peso pesado de NWA , pero fue derrotado en el torneo por Fergal Devitt . En septiembre de 2007, Nicholls derrotó al campeón Karl Anderson y Ryan Taylor en un combate de Iron Man de 30 minutos para el Campeonato Americano de la Federación Empire Wrestling. En 2009, Nicholls luchó por Ring of Honor .

### Pro Wrestling Noah (2011–2016)
El 23 de febrero de 2011, Nicholls hizo su debut en Pro Wrestling Noah ya que tuvo un partido de prueba contra su compañero de equipo Shane Haste . Un mes después del partido de prueba, ambos hombres comenzaron a trabajar a tiempo completo con la promoción japonesa. Nicholls compitió en los torneos de la Liga Global 2012 y 2013 como competidor individual. El 7 de julio de 2013, Haste y Nicholls, conocidos juntos como The Mighty Don't Kneel (TMDK), ganaron el GHC Tag Team Championship después de derrotar a Toru Yano y Takashi Iizuka . El 16 de septiembre, Nicholls desafió sin éxitoKenta por el título principal de Noah, el Campeonato de Peso Pesado GHC . A finales de 2013, la revista Tokyo Sports nombró a Nicholls y Haste el equipo del año, convirtiéndolos en el primer equipo extranjero en ganar el premio desde Stan Hansen y Vader en 1998. Nicholls y Haste perdió el Campeonato de Equipo de Etiqueta GHC ante Maybach Taniguchi y Takeshi Morishima el 25 de enero de 2014. Recuperaron el título de Dangan Yankies ( Masato Tanaka y Takashi Sugiura ) el 10 de enero de 2015. Perdieron el título ante KES ( Davey Boy Smith Jr. , Lance Archer ) el 11 de febrero. El 28 de diciembre de 2015, Noah anunció que Nicholls y Haste abandonarían la promoción luego de que sus contratos expiraran a fin de año. El 11 de febrero de 2016, Noah anunció que Nicholls y Haste regresarían a la promoción al mes siguiente para participar en una gira de despedida de cinco shows, titulada "Departure to the World". Su último partido de Noah tuvo lugar el 10 de marzo y los vio derrotar a Naomichi Marufuji y Mitsuhiro Kitamiya .

### Otras promociones (2012–2016)
Después de comenzar en Noah, Nicholls regresó a los Estados Unidos y Ring of Honor en febrero de 2012. Él y Haste ganaron un torneo en ROH Rise & Prove, derrotando a otros dos equipos para calificar para un partido contra los Hermanos Briscoe . En el ROH Showdown en el Sun iPPV en marzo de 2012, los Hermanos Briscoe derrotaron a Nicholls y Haste en un partido de Proving Ground. 
También en febrero de 2012, Nicholls y Haste lucharon partidos de televisión para NWA Championship Wrestling de Hollywood . También en marzo de 2012, Nicholls y Haste comenzaron a luchar para Ohio Valley Wrestling , durante su período allí, fueron derrotados en un combate por el título para el OVW Southern Tag Team Championship por Rudy Switchblade y Jessie Godderz .
El 20 de diciembre de 2014, Nicholls y Haste hicieron su debut en New Japan Pro-Wrestling, cuando ellos, junto con Naomichi Marufuji, fueron revelados como socios del equipo de Toru Yano en Wrestle Kingdom 9 en Tokyo Dome el 4 de enero de 2015.℅En el evento, los cuatro derrotaron a Suzuki-gun (Davey Boy Smith Jr., Lance Archer, Shelton X Benjamin y Takashi Iizuka) en un combate por equipos de ocho hombres.

### WWE (2015–2018)

#### NXT Wrestling (2015-2018)
En junio de 2015, Nicholls y Haste participaron en un campamento de prueba de la WWE . En febrero de 2016, se informó que Nicholls y Haste estaban programados para unirse a la marca NXT de la WWE después de su gira de despedida Noah. 
El 25 de marzo de 2016, WWE confirmó los fichajes de Nicholls y su compañero de equipo, Shane Haste. Comenzaron a entrenarse en el WWE Performance Center en abril, mientras trabajaban para la rama de desarrollo de la promoción NXT. Durante las grabaciones de NXT del 19 de mayo , Haste y Nicholls pasaron a llamarse Shane Thorne y Nick Miller, respectivamente, mientras que TMDK pasó a llamarse TM-61. El 19 de noviembre, en NXT TakeOver: Toronto , TM-61 perdió en la final del Dusty Rhodes Tag Team Classic ante The Authors of Pain . Thorne luego se sometió a una cirugía de rodilla, que se esperaba que lo dejara de lado durante siete a nueve meses. Regresó el 14 de septiembre. TM-61 luego ingresó al Dusty Rhodes Tag Team Classic 2018, siendo eliminado por The Authors of Pain en la primera ronda. El equipo pasó a llamarse oficialmente "The Mighty" en el episodio del 6 de junio de NXT . El 14 de diciembre, Miller solicitó y se le concedió su liberación de WWE. Según el Boletín de Wrestling Observer, Miller solicitó su liberación para pasar más tiempo con su familia en Australia.

### New Japan Pro-Wrestling (2019-presente)
El 24 de febrero de 2019, se anunció que Nicholls regresaría a New Japan Pro-Wrestling (NJPW) y competiría en la New Japan Cup de 2019 . Rocky Romero posteriormente lo reveló como el miembro más nuevo de la facción Caos . Chaos es un grupo del que Romero es miembro, liderado por Kazuchika Okada . Derrotaría Hikuleo en la primera ronda, pero sería eliminado por Okada en la segunda ronda.

## Campeonatos y logros
- Empire Wrestling Federation
  - EWF American Heavyweight Championship (1 vez)

- Explosive Pro Wrestling
  - EPW Heavyweight Championship (2 veces)
  - EPW Tag Team Championship (1 vez) – con Shane Haste
  - EPW Match of the Year (2002) – vs. Jimmy Payne at Retribution
  - EPW Wrestler of the Year (2004, 2005)
  - EPW Best Wrestler of the first five Years (2006)
  - EPW Telethon Rumble winner (2009)

- NWA Pro Wrestling
  - NWA Australian National Heavyweight Championship (1 vez)
  - NWA Australian National Championship Tournament winner (2007)

- Pro Wrestling Noah
  - GHC Tag Team Championship (2 veces) – con Shane Haste
  - Global Tag League Fighting Spirit Award (2015) – con Shane Haste

- Ring of Honor
  - Rise and Prove Tournament (2012) – con Shane Haste

- New Japan Pro-Wrestling
  - IWGP Tag Team Championship (1 vez) – Shane Haste
  - NJPW STRONG Openweight Tag Team Championship (2 veces) – con Shane Haste

- Tokyo Sports
  - Best Tag Team Award (2013) – con Shane Haste

- Pro Wrestling Illustrated
  - PWI lo ubicó en el puesto #154 de los mejores 500 luchadores individuales en el PWI 500 en 2016